# Pet the Preacher
Pet the Preacher ist eine dänische Rockband aus Kopenhagen, die im Jahr 2010 gegründet wurde.

## Geschichte
Die Band wurde im Jahr 2010 gegründet, wobei sich der Sänger und Gitarrist Christian Hede Madsen, der Bassist Torben Wæver Pedersen und der Schlagzeuger Christian Von Larsen anfangs noch Meet the Creature nennen wollten. Im Jahr 2011 folgte mit Meet the Creature eine erste EP, ehe ein Jahr später das Debütalbum der Gruppe namens The Banjo erschien. Daraufhin wurde Napalm Records auf die Band aufmerksam, nahm diese unter Vertrag und veröffentlichte im Frühjahr das zweite Album The Cave & the Sunlight. Daraufhin ging die Band zusammen mit Acid King auf Tour. Der Tonträger wurde wie bereits in der Vergangenheit unter der Leitung von Jacob Bredahl aufgenommen. Bei den Aufnahmen wurden alle Instrumente gleichzeitig eingespielt, wie bei einem Konzert. Hinterher wurden nachträglich nur noch der Gesang und eine zusätzliche Rhythmusgitarrenspur hinzugefügt.

## Stil
Laut laut.de sei die Gruppe stark durch Blues, Metal und Classic Rock beeinflusst worden. Als Künstler hierbei seien Led Zeppelin, Black Sabbath und John Lee Hooker zu nennen. Im Rock-Hard-Interview mit Jens Peters gab Bandmitglied Madsen an, seine Textinspiration aus Philosophie, Liebe, Hass, Rebellion und unserem Planeten zu ziehen. Das Konzeptalbum The Cave & the Sunlight handele davon, dass das Leben aus einem Schema bestehe, das sich ständig wiederhole. Tomas Kupfer vom Rock Hard stellte im Lied The Cave von The Cave & the Sunlight klangliche Parallelen zu Alice in Chains fest, während The Dragon Fly klarer Stoner Rock sei. Im Verlauf des Albums wechsle man „zwischen Metal-Eruptionen, bluesig-psychedelischen Versatzstücken, […] Stoner-Riffs, Seventies-Rock und packenden Grooves“. Die Musik sei mit frühen Monster Magnet, Clutch und Corrosion of Conformity vergleichbar.

## Diskografie
- 2011: Meet the Creature (EP, Eigenveröffentlichung)
- 2012: The Banjo (Album, Bilocation Records)
- 2013: Papa Zen & Meet the Creature (EP, Kozmik Artifactz)
- 2014: The Cave & the Sunlight (Album, Napalm Records)